# Padmarajan
P. Padmarajan Pillai (Muthukulam, 23 de mayo de 1946 - 24 de enero de 1991) fue un autor, guionista y director de cine indio conocido por sus obras maestras de literatura y cine en lengua malabar. Padmarajan fue el fundador de una nueva escuela cinematográfica en malabar en la década de 1980, junto con Bharathan.
Padmarajan se destacó por sus guiones detallados y un estilo de dirección expresiva. Padmarajan realizó algunas de las películas que dieron su seña de identidad al cine en malabar, incluyendo obras maestras como Oridathoru Phayalvaan (1981), Koodevide (1983), Thinkalaazhcha Nalla Divasam (1986), Arappatta Kettiya Gramathil (1986), Namukku Parkkan Munthiri Thoppukal (1986), Thoovanathumbikal ( 1987), Moonnam Pakkam (1988), y Njan Gandharvan (1991).

## Primeros años
Nacido en Muthukulam cerca de Kayamkulam en Onattukara , Alleppey, era el sexto hijo de Thundathil Anantha Padmanabha Pillai y Njavarakkal Devaki Amma. Después de una escolarización temprana en Muthukulam, estudió en el MG College y University College, en Trivandrum , donde se graduó en Química (1963). Posteriormente, aprendió sánscrito, del erudito Cheppad Achyutha Warrier en Muthukulam. Luego se unió a la All India Radio , Trichur (1965), comenzando como locutor, y más tarde se estableció en Poojappura, Trivandrum (1968), se quedaría en All India Radio hasta 1986, cuando debido a su participación activa en el cine decidió retirarse de la radio.

## Carrera como guionista y director
Sus guiones se basaban en el engaño, el asesinato, el romance, el misterio, la pasión, los celos, el libertinaje, el anarquismo, el individualismo y la vida de los elementos marginales de la sociedad. Algunos de ellos son considerados como los mejores de la literatura en malabar y su primera novela, Kaaval Nakshathrangale (Con sólo las estrellas como testigo) ganó el premio Kerala Sahithya Academia (1972).
Entró en el mundo de las películas de malabar escribiendo el guion para la película Prayaanam (1975) que fue el debut del director Bharathan: su asociación con Bharathan fue el primer paso para convertirse en uno de los guionistas más talentosos que haya dado el cine de malabar.
Más tarde comenzó a dirigir sus propias películas basadas en sus guiones, comenzando con Peruvazhiyambalam (La calle es un Choultry) (1979), siendo muy populares entre la gente común así como entre los intelectuales y críticos de cine, manteniendo excelencia tanto en la originalidad artística como en el tratamiento de las temáticas. Padmarajan fue un gran experimentador que exploró todos los ámbitos de la vida en sus obras.
Él es famoso por la atención, posiblemente sin precedentes, a los detalles en sus guiones. Algunos de sus guiones son de los más sensibles relatos escritos en la lengua malabar. También son prueba suficiente de su aguda observación y percepción asociada a una representación astuta de las relaciones humanas y las emociones. Muchas de sus películas recrean orgasmos impresionantes e inquietantes. Sus personajes fueron retratados con gran sensibilidad e intensidad en la pantalla y muchas de las escenas están generosamente salpicadas de humor. Los diálogos de los personajes son muy naturales, es el lenguaje del hombre común, y sin embargo tienen una calidad lírica sutil.
De hecho nunca dirigió una película basada en un guion escrito por otra persona (a diferencia de otros directores de cine de malabar de estatura comparable, por ejemplo, Bharathan y George KG), y rara vez adapta una historia que no sea suya. Por lo tanto, él tenía un conocimiento desusadamente íntimo de los personajes de sus películas, en combinación con su dominio de la escritura.

## Asociación con Bharathan
Junto con Bharathan y George KG, sentó las bases para una escuela de cine en malabar, lo hicieron buscando un delicado equilibrio entre la atracción intelectual y lo comercial, sin sacrificar los puntos fuertes de uno u otro enfoque, alejándose de los personajes artificiales y los estereotipos. El término "cine paralelo" se utiliza generalmente para describir su estilo de hacer cine. Junto con Bharathan, muestra un dominio en el manejo de la sexualidad en la pantalla, hasta ahora desconocido en el cine malabar.

## Asociación con los actores
Era muy hábil en la detección de talentos, e introdujo muchas caras nuevas que más tarde dejarían su huella en el cine indio, como Ashoka (Peruvazhiyambalam), Rasheed (Oridathoru Phayalvaan), Rahman (Koodevide), Jayaram (Aparan), Ramachandran (Novemberinte Nashtam) o Ajayan (Moonnam Pakkam). También artistas como Nitish Bharadwaj (Njan Gandharvan), Suhasini (Koodevide) o Shaari (Namukku Parkkan Munthirithoppukal) fueron introducidos en el cine malabar por él.
Dirigió y estimuló actuaciones brillantes e inspiradas en muchos actores, como Mammootty, Gopi Bharat, Mohanlal, Karamana Janardanan Nair, Rahman, Sreekumar Jagathy, Suresh Gopi en Innale, Sobhana, Sumalatha, Thilakan y Venu Nedumudi.  También ayudó en la consolidación de la fama de directores como Bharathan, Sasi IV y Mohan, a través de su asociación con ellos. Su colaboración con Bharathan como guionista se considera que ha producido obras notables en el cine de malabar. Algunos de sus asistentes llegaron a dirigir películas independientes, como Thoppil Ajayan (Perumthachchan), Suresh Unnithan (Jaathakam, Raadhaamaadhavam) y Blessy (Kaazhcha, Thanmaathra, la última siendo una adaptación del cuento de Orma "Padmarajan en Thanmathra").

## Su muerte
Su muerte, repentina y prematura, se produjo en el Hotel Torres de Paramount en Calicut, mientras estaba visitando un cine en el cual se iba a proyectar su última película, Njan Gandharvan. La noticia de su muerte fue un shock para los keralitas, y el sentimiento generalizado de pérdida entre las gentes de Kerala perdura hasta nuestros días.

## Películas
| Año  | Título original                    | Título en inglés                            | Dirección | Historia | Guion | Notas |
| ---- | ---------------------------------- | ------------------------------------------- | --------- | -------- | ----- | --- |
| 1975 | Prayanam                           | The Journey                                 |           | Sí       | Sí    | Dirigida por Bharathan.                                                                                                 |
| 1977 | Itha Ivide Vare                    | Look! Till Here                             |           | Sí       | Sí    | Basada en la novela homónima. Dirigida por I. V. Sasi.                                                                  |
| 1978 | Nakshathrangale Kaaval             | The Stars Alone Guard Me                    |           | Sí       | Sí    | Basada en la novela homónima. Dirigida por K. S. Sethumadhavan.                                                         |
| 1978 | Rappadikalude Gatha                | The Song of the Nightingales                |           | Sí       | Sí    | Dirigida por K. G. George.                                                                                              |
| 1978 | Rathinirvedam                      | Adolescent Desire                           |           | Sí       | Sí    | Basada en la novela homónima. Dirigida por Bharathan.                                                                   |
| 1978 | Sathrathil Oru Rathri              | A Night in an Inn                           |           | Sí       | Sí    | Dirigida por N. Sankaran Nair.                                                                                          |
| 1978 | Shalini Ente Koottukari            | Shalini, My Friend                          |           | Sí       | Sí    | Dirigida por Mohan. |
| 1978 | Vadakakku Oru Hridayam             | A Heart for Hire                            |           | Sí       | Sí    | Basada en la novela homónima. Dirigida por I. V. Sasi.                                                                  |
| 1979 | Peruvazhiyambalam                  | Highway Shelter                             | Sí        | Sí       | Sí    | Basada en la novela homónima.                                                                                           |
| 1979 | Kochu Kochu Thettukal              | Minor Mistakes                              |           | Sí       | Sí    | Dirigida por Mohan. |
| 1980 | Thakara                            | Weed                                        |           | Sí       | Sí    | Basada en el cuento homónimo. Dirigida por Bharathan.                                                                   |
| 1981 | Oridathoru Phayalvaan              | There Lived a Wrestler                      | Sí        | Sí       | Sí    | También editó la película.                                                                                              |
| 1981 | Kallan Pavithran                   | Pavithran, the Thief                        | Sí        | Sí       | Sí    | Basada en la novela homónima.                                                                                           |
| 1981 | Lorry                              |                                             |           | Sí       | Sí    | Dirigida por Bharathan.                                                                                                 |
| 1982 | Novemberinte Nashtam               | November's Loss                             | Sí        | Sí       | Sí    | |
| 1982 | Idavela                            | Interval                                    |           | Sí       | Sí    | Dirigida por Mohan. |
| 1983 | Koodevide?                         | Wither the Nest                             | Sí        |          | Sí    | Basada en la novela tamil Moongil Pookkal de Vaasanthi.                                                                 |
| 1983 | Kaikeyi                            |                                             |           | Sí       | Sí    | Basada en el cuento homónimo. Dirigida por I. V. Sasi.                                                                  |
| 1983 | Eenam                              | Tune                                        |           | Sí       | Sí    | Dirigida por Bharathan.                                                                                                 |
| 1984 | Parannu Parannu Parannu            | Soaring Soaring Soaring                     | Sí        | Sí       | Sí    | |
| 1984 | Kanamarayathu                      | Beyond the Horizon                          |           | Sí       | Sí    | Dirigida por I. V. Sasi.                                                                                                |
| 1985 | Thinkalazhcha Nalla Divasam        | Monday, an Auspicious Day                   | Sí        | Sí       |       | Basada en el drama radiofónico Ammakku Vendi de Sajini Pavithran.                                                       |
| 1985 | Ozhivukalam                        | Vacation                                    |           | Sí       | Sí    | Dirigida por Bharathan.                                                                                                 |
| 1985 | Karimbinpoovinakkare               | Across the Sugarcane Flowers                |           | Sí       | Sí    | Dirigida por I. V. Sasi.                                                                                                |
| 1986 | Namukku Parkkan Munthiri Thoppukal | Vineyards for Us to Dwell                   | Sí        |          | Sí    | Basada en la novela Nammukku Graamangalil Chennu Raappaarkkaam by K. K. Sudhakaran.                                     |
| 1986 | Kariyila Kattu Pole                | Like a Zephyr of Dry Leaves                 | Sí        | Sí       |       | Basada en el drama radiofónico Sisirathil Oru Prabhatham de Sudhakar Mangalodayam.                                      |
| 1986 | Arappatta Kettiya Gramathil        | In the Village Which Wears a Warrior's Belt | Sí        | Sí       | Sí    | Basada en el cuento homónimo.                                                                                           |
| 1986 | Desatanakkili Karayarilla          | The Migratory Bird Never Cries              | Sí        | Sí       | Sí    | |
| 1986 | Nombarathi Poovu                   | The Sorrowful Flower                        | Sí        | Sí       | Sí    | |
| 1987 | Thoovanathumbikal                  | Butterflies of the Spraying Rain            | Sí        | Sí       | Sí    | Basada en la novela Udakappola.                                                                                         |
| 1988 | Aparan                             | The Impostor                                | Sí        | Sí       | Sí    | Basada libremente en el cuento homónimo. Los créditos de la historia final son de Padmarajan and M. K. Chandrasekharan. |
| 1988 | Moonnam Pakkam                     | On the Third Day                            | Sí        | Sí       | Sí    | |
| 1989 | Season                             |                                             | Sí        | Sí       | Sí    | |
| 1990 | Innale                             | Yesterday                                   | Sí        | Sí       |       | Basada en la novela Punarjananam de Vaasanthi.                                                                          |
| 1990 | Ee Thanutha Veluppan Kalathu       | In These Cold Wee Hours                     |           | Sí       | Sí    | Dirigida por Joshi. |
| 1991 | Njan Gandharvan                    | I, Celestial Lover                          | Sí        | Sí       | Sí    | |
| 2011 | Rathinirvedam                      | Venereal Disenchantment                     |           | Sí       | Sí    | Nueva versión de la película homónima realizada en 1978. Dirigida por T. K. Rajeev Kumar.                               |

- Datos: Q3595146